# Arm River (Mersey River)
Der Arm River ist ein Fluss im Zentrum des australischen Bundesstaates Tasmanien.

## Geografie

### Flusslauf
Der Fluss entspringt an den Westhängen des Maggs Mountain nordöstlich des Cradle-Mountain-Lake-St.-Clair-Nationalparks. Von dort fließt er nach Nord-Nordosten und mündet etwa vier Kilometer nördlich der Siedlung Rowallan in den Mersey River.

### Nebenflüsse mit Mündungshöhen
- February Creek – 667 m[1]